# Marco da Brescia

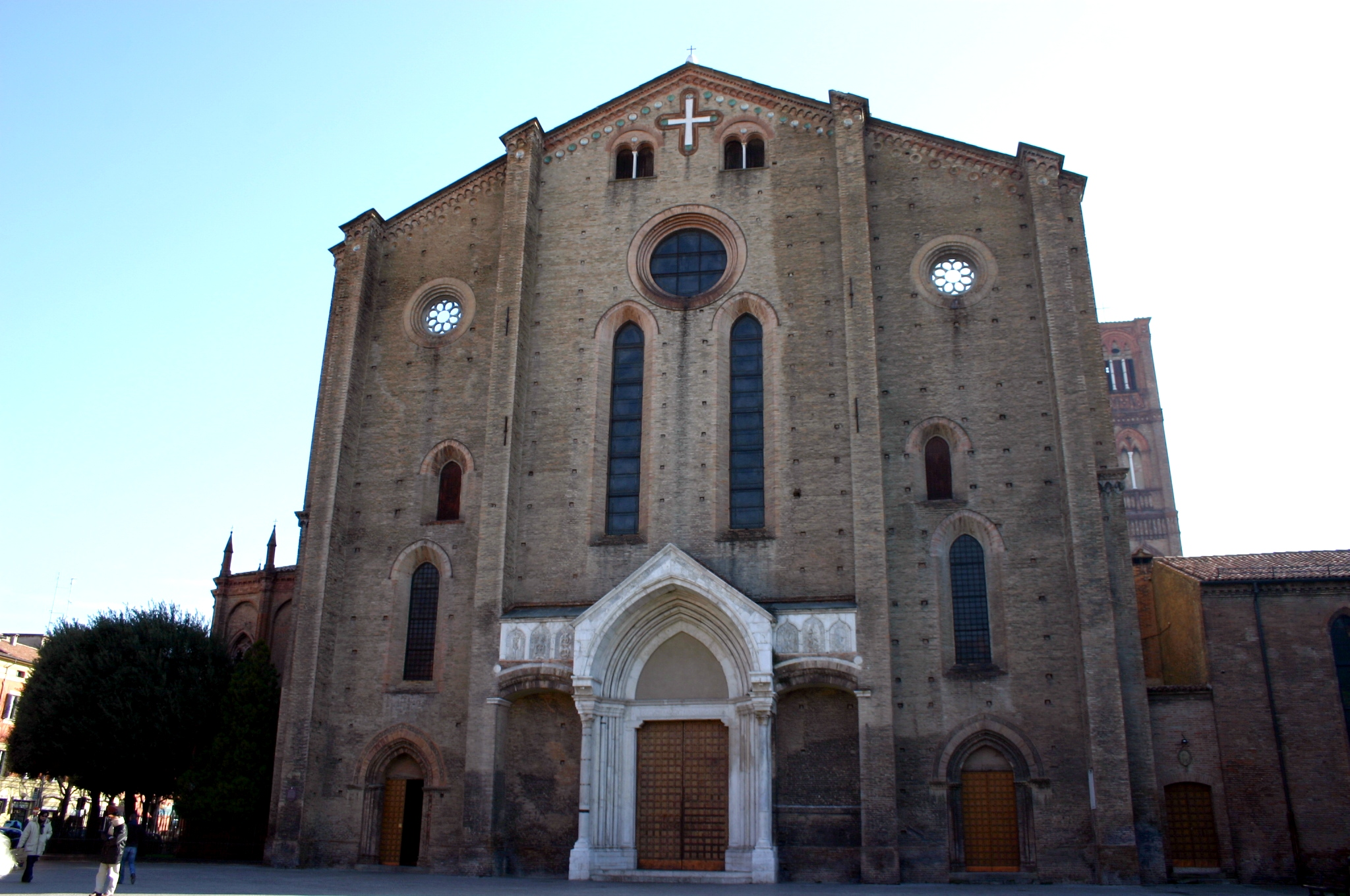
Facciata della chiesa di san Francesco a Bologna.

Marco da Brescia (... – Bologna, ...; fl. XIII secolo) è stato un architetto italiano.

## Biografia
È ricordato come architetto, assieme al fratello Giovanni, della chiesa di San Francesco a Bologna.
La chiesa è significativa soprattutto per l'influsso che ebbe nella diffusione del gotico nella città di Bologna.
Se gli elementi architettonici dell'edifici seguirono lo stile del nord della Francia, il risultato spaziale risulta molto disteso e sereno negli interni, sia nel rapporto delle navate sia nella spaziatura delle campate.